# Matías Omar Pérez
Matías Omar Pérez Laborda (Cardona, 20 de julho de 1985) é um futebolista uruguaio que joga como lateral-esquerdo na Universidad Católica.

## Carreira
Começou a carreira jogando pelo Peñarol em 2006. Permaneceu por uma temporada só, até seu contrato terminar, e se transferiu para o Danubio, onde jogou a Copa Libertadores e Copa Sul-Americana, se destacou e entrou na mira do Barcelona, mas não seria para o clube espanhol que ele se transferiria, e sim para o Arsenal de Sarandí. Em 2010, voltou para o Danubio. Na temporada de 2011 foi para o Santiago Wanderers, mas só permaneceu por uma temporada, indo para a Universidad Católica no ano seguinte.

## Estatísticas
Até 26 de fevereiro de 2012.

### Clubes
| Clube                | Temporada         | Campeonato nacional | Campeonato nacional | Copa nacional[a] | Copa nacional[a] | Competições continentais[b] | Competições continentais[b] | Outros torneios[c] | Outros torneios[c] | Total | Total |
| Clube                | Temporada         | Jogos               | Gols                | Jogos            | Gols             | Jogos                       | Gols                        | Jogos              | Gols               | Jogos | Gols  |
| -------------------- | ----------------- | ------------------- | ------------------- | ---------------- | ---------------- | --------------------------- | --------------------------- | ------------------ | ------------------ | ----- | ----- |
| Universidad Católica | 2012              | 4                   | 0                   | 0                | 0                | 0                           | 0                           | —                  | —                  | 4     | 0     |
| Universidad Católica | Total             | 4                   | 0                   | 0                | 0                | 0                           | 0                           | —                  | —                  | 4     | 0     |
| Total na carreira    | Total na carreira | 4                   | 0                   | 0                | 0                | 0                           | 0                           | 0                  | 0                  | 4     | 0     |

- a. ^ Jogos da Copa Chile
- b. ^ Jogos da Copa Libertadores e Copa Sul-Americana
- c. ^ Jogos do Jogo amistoso

## Títulos
Danubio
- Primera División Profesional de Uruguay: 2006-07

Universidad Católica
- Copa Ciudad de Temuco: 2012